# Best of The Beach Boys Vol. 3
Best of The Beach Boys Vol. 3 es el tercer álbum de recopilación por The Beach Boys, fue lanzado en 1968. Es el tercero de la serie de Best of... que reagrupa los grandes éxitos del grupo.

## Historia
Fue editado en agosto de 1968, Best of The Beach Boys Vol. 3 principalmente fue editado para compensar las desastrosas ventas estadounidenses de Friends. Conteniendo otra ayuda de los éxitos más comerciales, el álbum tenía sus puntos buenos y malos.
Este álbum era el estreno del LP pre-Pet Sounds y el sencillo "The Little Girl I Once Knew", y contiene "She Knows Me Too Well" de Today!, así como el paso del tiempo que permitió el contenido de "Good Vibrations", "Heroes and Villains" y "Darlin'". Una inclusión 'impar' es "409", que ya había aparecido en Best of The Beach Boys Vol. 2.
Best of The Beach Boys Vol. 3 cayó al puesto n.º 153 en Estados Unidos. Otra vez, los admiradores británicos eran más caritativos, llevándolo al puesto n.º 9.

## Lista de canciones
| Lado A |                                                             |          |  |
| N.º    | Título                                                      | Duración |  |
| 1.     | «God Only Knows» (Brian Wilson y Tony Asher)                | 2:49     |  |
| 2.     | «Dance Dance Dance» (Brian Wilson, Carl Wilson y Mike Love) | 1:59     |  |
| 3.     | «409» (Brian Wilson, Mike Love y Gary Usher)                | 1:59     |  |
| 4.     | «The Little Girl I Once Knew» (Brian Wilson)                | 2:36     |  |
| 5.     | «Frosty The Snowman» (Steve Nelson y Jack Rollins)          | 1:54     |  |
| 6.     | «Girl Don't Tell Me» (Brian Wilson y Mike Love)             | 2:19     |  |

| Lado B |                                                     |          |  |
| N.º    | Título                                              | Duración |  |
| 7.     | «Surfin'» (Brian Wilson y Mike Love)                | 2:11     |  |
| 8.     | «Heroes & Villains» (Brian Wilson y Van Dyke Parks) | 3:37     |  |
| 9.     | «She Knows Me Too Well» (Brian Wilson y Mike Love)  | 2:27     |  |
| 10.    | «Darlin'» (Brian Wilson y Mike Love)                | 2:12     |  |
| 11.    | «Good Vibrations» (Brian Wilson y Mike Love)        | 3:36     |  |

## Versión británica
La versión británica de Best of The Beach Boys Vol. 3 fue editada a mediados de 1968 con 14 canciones, en vez de las 12 habituales encontrados en álbumes estadounidenses.

### Lista de canciones
1. "409" – 1:58
2. "The Lonely Sea" – 2:23
3. "Catch A Wave" – 2:08
4. "The Warmth Of The Sun" – 2:52
5. "Long Tall Texan" – 2:27
6. "Please Let Me Wonder" – 2:44
7. "Let Him Run Wild" – 2:21
8. "I Know There's An Answer" – 3:08
9. "Heroes And Villains" – 3:36
10. "Wild Honey" – 2:36
11. "Darlin'" – 2:11
12. "Country Air" – 2:19
13. "Friends" – 2:32
14. "Do It Again" – 2:18